# Steine von Le Guildo

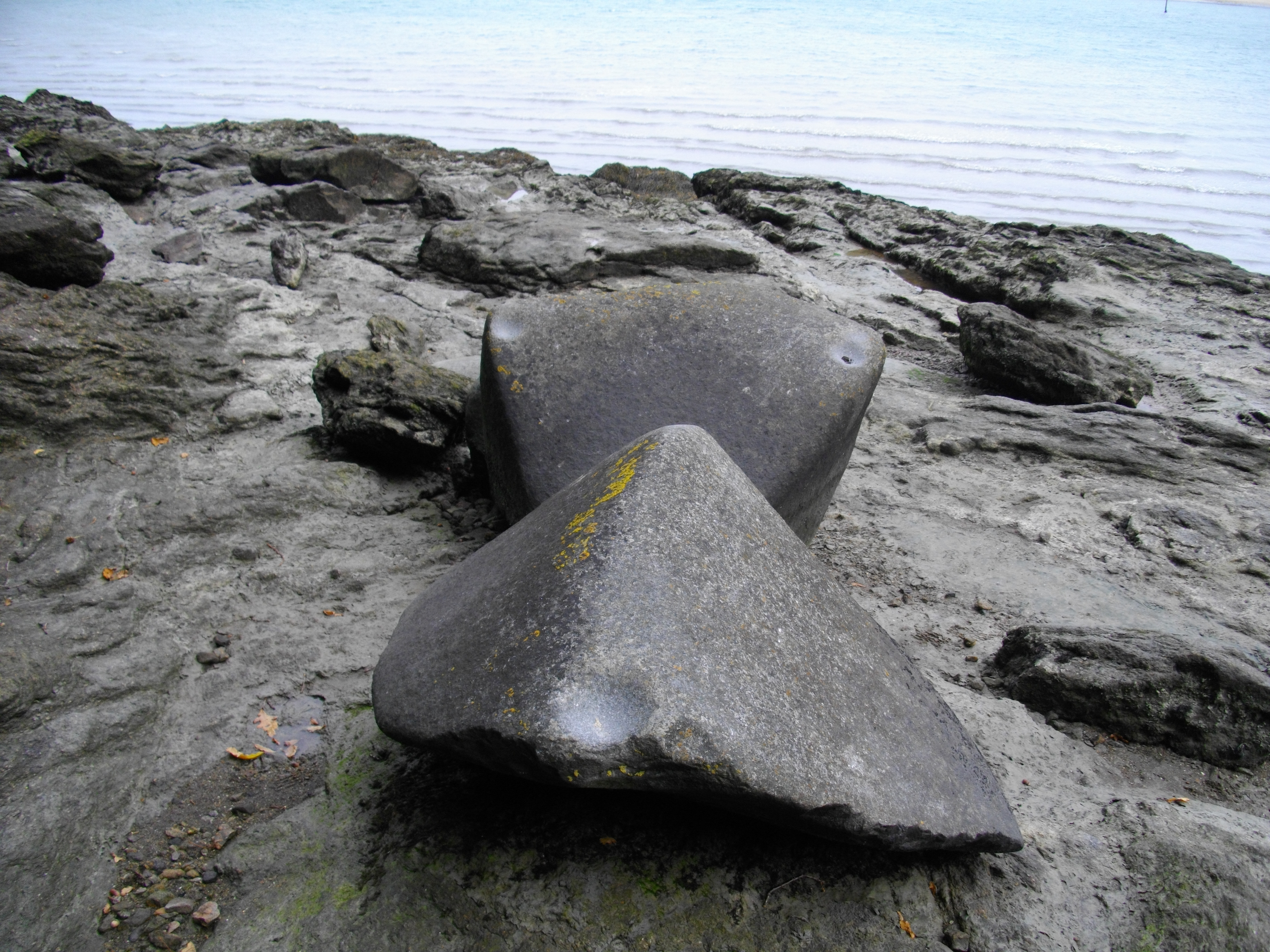
Klangsteine von Le Guildo

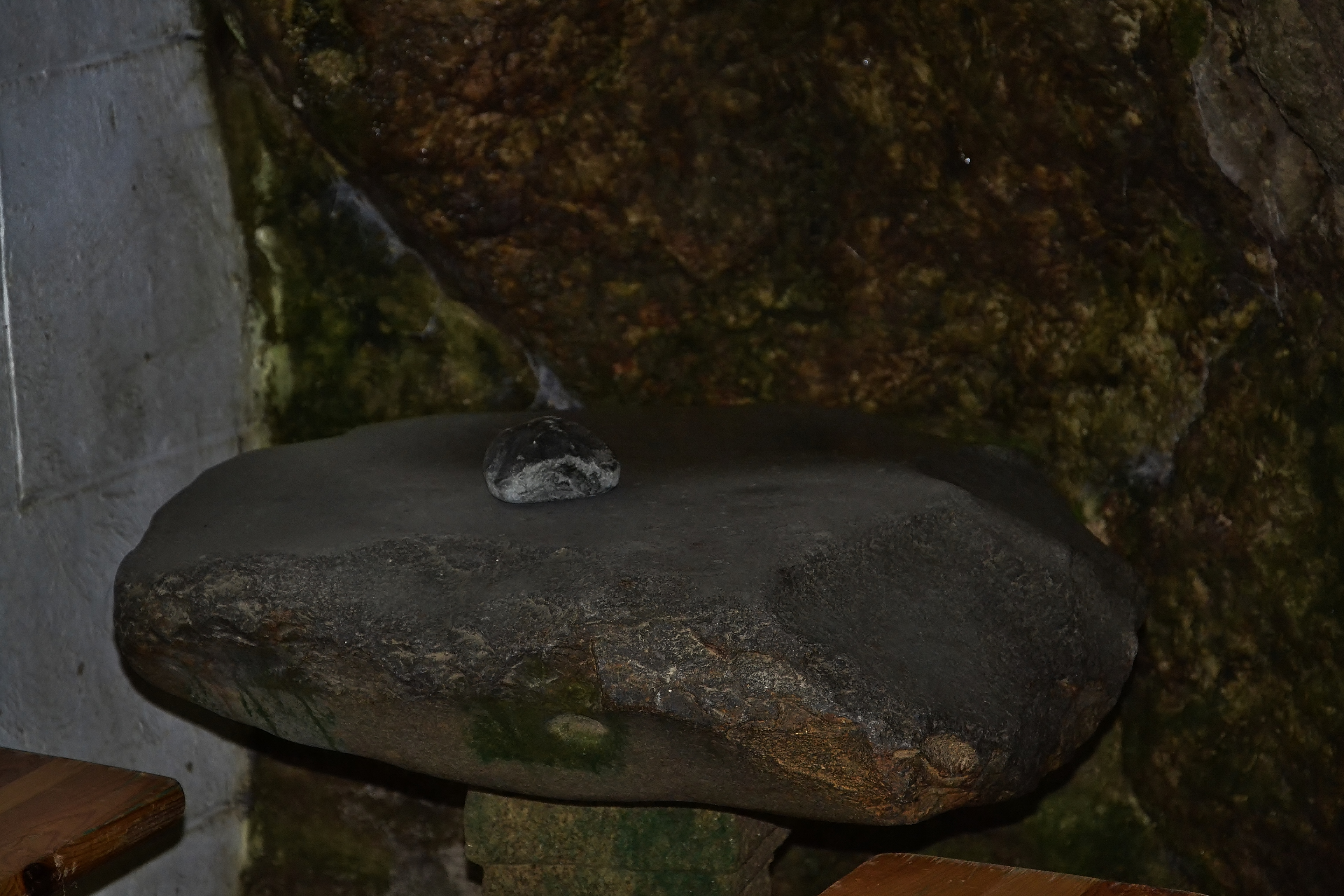
Pierre sonnante in der Chapelle Saint-Gildas

Die singenden Steine von Le Guildo (französisch Pierres sonnantes ‚klingende Steine‘ genannt) sind Amphibolite am linken Ufer des Arguenon, eines Küstenflusses, der in den Ärmelkanal fließt. Sie liegen in Saint-Cast-le-Guildo gegenüber von Le-Guildo im Département Côtes-d’Armor in der Bretagne in Frankreich. 
Die Steine sind rund und glatt, glänzend schwarz und groß. Sie wiegen teilweise über zehn Tonnen und bestehen aus einem schweren metallischen Stein, der wie eine Glocke klingt, wenn er von einem kleineren Stein angeschlagen wird. 

## Die Legende von Gargantua
Die Steine sind wie viele bretonische Steine mit einer Legende verbunden. Hier bezieht sie sich auf eine Episode im Leben des Riesen Gargantua, einer mythologischen Figur, die in der Bretagne sehr präsent ist. Die Legende besagt, er hätte einen Teil seines Lebens in der Bretagne verbracht, dabei die Steine verschluckt und wieder ausgespien. Die Versionen der Legenden unterscheiden sich darin, wie und wann er die Steine verschluckt hat. 
Der „Pierre sonnante de Saint Gildas“ ist dagegen ein großer Stein, der in der Einsiedelei Saint-Gildas in Bieuzy-les-Eaux im Département Morbihan in der Bretagne auf einem Sockel liegt.